# John Nichols (scrittore)
John Nichols, all'anagrafe John Treadwell Nichols (Berkeley, 23 luglio 1940 – Taos, 28 novembre 2023), è stato uno scrittore statunitense.

## Biografia
Nato a Berkeley nel 1940 dallo psicolinguista David G. e da Monique Nichols, nel 1962 conseguì un B.A. all'Hamilton College di Clinton.
Dopo aver soggiornato a Barcellona e svolto diversi mestieri, nel 1965 esordì nella narrativa con il romanzo Pookie, trasposto 4 anni dopo nell'omonimo film dal regista Alan J. Pakula.
Autore di altri 13 romanzi e 7 opere di saggistica, tra i suoi romanzi che hanno fornito il soggetto per pellicole cinematografiche si ricorda Milagro o la guerra del campo di fagioli del 1974 che è diventato il secondo film diretto da Robert Redford nel 1988.
È morto a  Taos all'età di 83 anni il 28 novembre 2023.

## Opere

### Romanzi
- Pookie (The Sterile Cuckoo, 1965), Milano, Bompiani, 1970 traduzione di Ettore Capriolo
- The Wizard of Loneliness (1966)
- A Ghost in the Music (1979)
- American Blood (1987)
- Elegia per un settembre (An Elegy for September, 1992), Bari, Palomar, 2004 traduzione di Giovina Romilio ISBN 88-88872-48-5.
- Conjugal Bliss (1994)
- The Voice of the Butterfly (2001)
- The Empanada Brotherhood (2007)
- On Top of Spoon Mountain (2013)
- The Annual Big Arsenic Fishing Contest! (2016)
- Goodbye, Monique (2019)

#### Trilogia New Mexico
- Milagro o la guerra del campo di fagioli (The Milagro Beanfield War, 1974), Milano, Longanesi, 1988 traduzione di Roberta Rambelli ISBN 88-304-0828-X.
- The Magic Journey (1978)
- The Nirvana Blues (1981)

### Saggi
- If Mountains Die: A New Mexico Memoir (1979)
- The Last Beautiful Days of Autumn (1982)
- On the Mesa (1986)
- A Fragile Beauty: John Nichols' Milagro Country (1987)
- Keep It Simple: A Defense of the Earth (1992)
- Dancing on the Stones:Selected Essays (2000)
- An American Child Supreme: The Education of a Liberation Ecologist (2001)

## Adattamenti cinematografici
- Pookie (The Sterile Cuckoo), regia di Alan J. Pakula (1969)
- Milagro (The Milagro Beanfield War), regia di Robert Redford (1988)
- Il grande viaggio (The Wizard of Loneliness), regia di Jenny Bowen (1988)

## Sceneggiature
- Missing - Scomparso (Missing), regia di Costa-Gavras (1982) (non accreditato)